# 黎明之神意
《黎明之神意》是中国大陆、香港、澳门和台湾四个合作制作发布的动漫作品由台灣作家D51和香港繪師竹官@CIMIX，和澳門的赤道動畫廣告有限公司与台灣音樂團隊Tiny Minimi合作創作的短篇動畫。跨媒體改編為上下兩集的小說。2014年7月7日预告在YouTube放出，2014年7月11日在哔哩哔哩首发。

## 人物
路天翔
安琪娜
娲
战斗员A-E
后补战斗员
云逊
纯
芬奇
莉安娜
舒文
通讯员女A（仓鼠女）
通讯员女B（阴沉女）
护理员
女装备员
老伯
狄马菲将军
寮博士
威廉博士
比尔上校
卡娜莉
卡路
良